# Артеміс Фаул (фільм)
Артеміс Фаул (англ. Artemis Fowl) — американський фентезійний пригодницький фільм режисера Кеннета Брани. Сюжет фільму заснований на серії романів «Артеміс Фаул» ірландського письменника Йона Колфера про геніального хлопчика Артеміса Фаула і чарівний народ. Прем'єра фільму відбулася 29 травня 2020 року.

## Сюжет
12-річний хлопчик на ім'я Артеміс Фаул є нащадком легендарної родини злочинців. У свої юні роки він вже досяг того рівня злодійської майстерності, який дозволяє йому з легкістю ошукувати дорослих. Випадково він дізнається про існування цілого світу глибоко у недрах землі, населеного ельфами, гномами та іншими казковими істотами. Артеміс поцупив у гномів золото і тепер його шукають як у підземному світі, так і на поверхні.

## Акторський склад
| Актор           | Роль                        |
| --------------- | --------------------------- |
| Ферден Шоу      | Артеміс Фаул                |
| Лара Макдоннелл | капітан Голлі Шорт          |
| Колін Фаррелл   | батько Артеміс Фаул старший |
| Нонзо Анозі     | Батлер                      |
| Тамара Смарт    | Джульєта Батлер             |
| Джуді Денч      | командор Рут                |
| Джош Ґад        | Мульч Діггумс               |
| Хонг Чау        | фея                         |
| Міранда Рейсон  | Анджеліна Фаул              |
| Нукеш Пейтел    | Фоулі                       |
| Джошуа Макгвайр | Бріар Кудгеон               |
| Чі-Лін Нім      | Трабл Кельп                 |
| Жан-Поль Лай    | Нгуєн                       |
| Метт Джессап    | Бадд                        |
| Саймон Кірбі    | мр. Бірн                    |
| Саллі Месшем    | Скай Віллоу                 |
| Бернардо Сантос | шафер                       |
| Едріан Скарборо | гоблінський вожак           |
| Конор Макнейл   | гоблінський лейтенант       |
| Лоуренс Кінлан  | Бічвуд Шорт                 |
| Вільям Моузлі   | камео                       |